# ایندیاناپلیس ۵۰۰
ایندیاناپولیس ۵۰۰ که به طور رسمی با عنوان مسابقه ۵۰۰ مایلی ایندیاناپولیس شناخته می شود، و معمولاً به ایندی ۵۰۰ کوتاه می شود، یک مسابقه اتومبیلرانی است که در ایندیاناپولیس موتور اسپیدوی در ایندیانا، ایالات متحده، حومه ایندیاناپولیس برگزار می شود. این رویداد به طور سنتی و معمولاً آخر هفته آخر ماه می برگزار می شود. این مسابقه به عنوان بخشی از فصل مسابقات سری ایندی‌کار، بالاترین سطح مسابقات اتومبیلرانی چرخ باز آمریکایی، مسابقاتی که در عامیانه به عنوان "مسابقات خودرو های های ایندی" شناخته می شود، برگزار می شود.

نام مستعار خود پیست "آجرکاری" است، دلیل این نامگذاری سطح پیست مسابقه است که برای اولین بار در پاییز ۱۹۰۹ با آجر سنگفرش شد. یک بخش از آجر در خط شروع/پایان همچنان در پیست باقی مانده است.

این مسابقه که به عنوان بزرگترین مسابقه در موتوراسپرت نامگذاری شده است، به عنوان بخشی از تاج سه گانه موتوراسپرت به همراه مسابقات ۲۴ ساعته لمان و جایز بزرگ موناکو در نظر گرفته می شود که معمولاً تاریخ مشترکی با آنها دارد.
اولین مسابقه ایندیاناپلیس ۵۰۰ در سال ۱۹۱۱ برگزار شد که ری هارون برنده آن بود.

این مسابقه در سال ۲۰۱۱ صدمین سالگرد خود را جشن گرفت و صدمین مسابقه در سال ۲۰۱۶ برگزار شد.الگو:سه
این رویداد دو بار، از سال ۱۹۱۷ تا ۱۹۱۸ به دلیل جنگ جهانی اول و از سال ۱۹۴۲ تا ۱۹۴۵ به دلیل جنگ جهانی دوم برگزار نشده است.

در دو دوره مختلف، مسابقه بخشی از مسابقات جهانی انجمن بین‌المللی ورزش های موتوری بود.
جوزف نیوگاردن که در سال های ۲۰۲۳-۲۰۲۴ برنده این مسابقه شده است آخرین برنده این مسابقه است.

موفق ترین رانندگان این مسابقه ای. جی. فویت، آل اونسر پدر، ریک میرز و هلیو کاسترونوز هستند که هر کدام چهار بار در این مسابقه پیروز شده اند. ریک میرز با کسب شش پول پوزیشن رکورددار بیشترین کسب پول پوزیشن در تاریخ این مسابقه است.  موفق ترین مالک تیم، راجر پنسکی، مالک پیست موتوری ایندیاناپولیس و تیم پنسکی است که در مجموع ۲۰ برد و ۱۸ پول پوزیشن کسب کرده است.  
حضور رسمی توسط مدیریت پیست ایندیاناپلیس اسپیدوی فاش نشده است، اما ظرفیت صندلی‌های دائمی بیش از ۲۵۰۰۰۰ نفر است و طرفداران داخل پیست مجموع حضور را در مسابقه را به حدود ۳۰۰۰۰۰ تا ۳۵۰۰۰۰۰ افزایش می‌دهند که بیشترین تعداد تماشاگر برای یک مسابقه در تمام مسابقات موتوراسپرت است.

## تاریخچه

### اولین سال ها

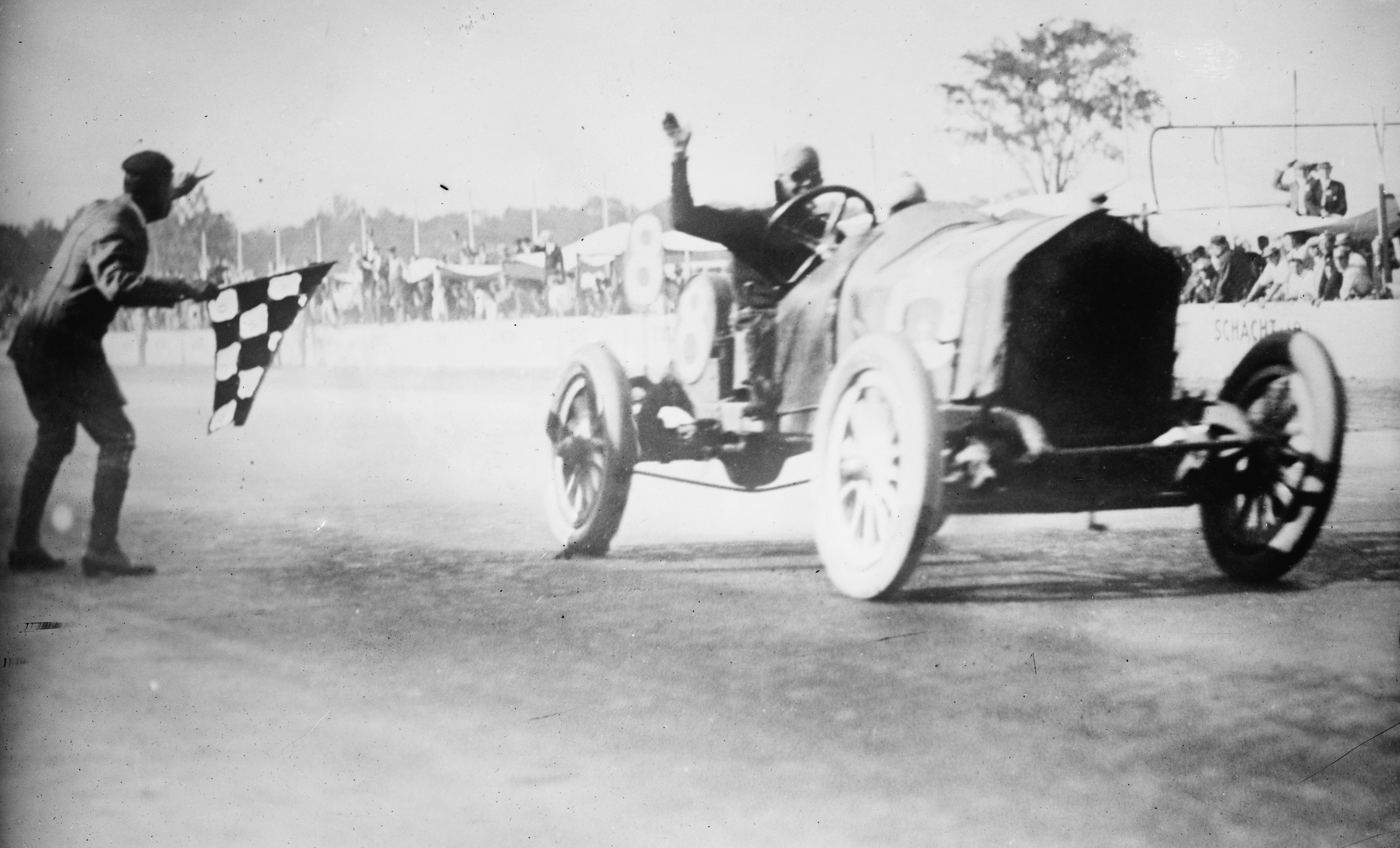
جو داوسون برنده ایندیاناپولیس ۵۰۰ ۱۹۱۲

پیست ایندیاناپولیس موتور اسپیدوی در سال ۱۹۰۹ به عنوان پیست سنگریزه ساخته شد و میزبان رویدادهای کوچکی از جمله رویدادهای موتورسیکلت بود. اولین رویداد خودرو با مسافت طولانی، در "شرایط ترسناک"، مسابقه جام ۱۰۰ دور پرست-او-لایت (Prest-O-Lite) در سال ۱۹۰۹ بود که باب برمن با یک خودرو بیوک برنده شد. 

ترک خوردن و کنده شدن سطح مسیر منجر به دو تصادف مرگبار در دو رویداد برگزار شده اول شد (۲۵۰ مایل (۴۰۰ کیلومتر) و ۳۰۰ مایل (۴۸۰ کیلومتر) که پس از دو حادثه شدید مسابقه به ۲۳۵ مایل (۳۷۸ کیلومتر) کوتاه تر شد.